# Кенебаєв Керім
Керім Кенебаєв (Кененбаєв) (нар. 1907, село Бостері (Бозтері) Пржевальського повіту Семиріченської області, тепер Іссик-Кульського району Іссик-Кульської області, Киргизстан — розстріляний 5 листопада 1938, біля села Чон-Таш, тепер села імені Суйменкула Чокморова Аламудунського району Чуйської області, Киргизстан) — радянський партійний діяч, 2-й секретар ЦК КП(б) Киргизії. Депутат Верховної Ради СРСР 1-го скликання.

## Біографія
Народився в травні 1907 року в родині селянина-бідняка. У квітні 1917 — серпні 1919 р. — наймит у багача Корхаджі у місті Вірному. У серпні 1919 — жовтні 1920 р. — наймит у багатого селянина Баженова в селі Бостері. У жовтні 1920 — травні 1922 р. — учень двокласної сільської школи села Бостері. У травні 1922 — вересні 1923 р. — сільськогосподарський робітник у господарстві двоюрідного брата Рискульдінова в селі Бостері.
У вересні 1923 — травні 1925 р. — учень підготовчого класу Казахсько-Киргизького інституту просвіти у місті Вірному. У 1925 році вступив до комсомолу. У жовтні 1925 — травні 1930 р. — учень Центрального киргизького педагогічного технікуму в місті Фрунзе. Здобув спеціальність педагога.
Член ВКП(б) з вересня 1928 року.
У травні 1930 — березні 1931 р. — завідувач відділу агітації і масових кампаній Фрунзенського міського комітету ВКП(б). У березні — вересні 1931 р. — завідувач організаційного відділу Фрунзенського міського комітету ВКП(б). У вересні 1931 — травні 1932 р. — завідувач відділу агітації і масових кампаній Киргизького обласного комітету ВКП(б).
У травні 1932 — жовтні 1934 р. — 1-й секретар Алайського районного комітету ВКП(б) Киргизької АРСР. У жовтні 1934 — січні 1937 р. — 1-й секретар Кзил-Джарського районного комітету ВКП(б) Киргизької АРСР. У січні — березні 1937 р. — 1-й секретар Ала-Арчинського районного комітету ВКП(б) Киргизької РСР.
У березні — травні 1937 р. — завідувач відділу керівних партійних органів Киргизького обласного комітету ВКП(б). У травні — жовтні 1937 р. — заступник 1-го секретаря, 3-й секретар Фрунзенського міського комітету КП(б) Киргизії.
10 жовтня 1937 — 24 лютого 1938 р. — 2-й секретар ЦК КП(б) Киргизії. Одночасно, у листопаді 1937 — січні 1938 р. — тимчасовий виконувач обов'язків 1-го секретаря ЦК КП(б) Киргизії.
У лютому — квітні 1938 р. — начальник конярського управління Народного комісаріату землеробства Киргизької РСР.
Заарештований НКВС Киргизької РСР 7 квітня 1938 року. 5 листопада 1938 року засуджений Військовою колегією Верховного суду СРСР до страти, розстріляний 5 листопада 1938 року в Чон-Таші.
Посмертно реабілітований. Останки 137 осіб, розстріляних у Чон-Таші в листопаді 1938 року, були виявлені в 1991 році і 30 серпня 1991 перепоховані з державними почестями в Меморіальному комплексі жертвам репресій «Ата-Беїт», в 100 м від розкопок.